# Sipiniq
En la cultura inuit, el término sipiniq (plural: sipiniit) hace referencia a una persona que se cree que cambió su sexo físico siendo un bebé, independientemente del género con el que se designe al nacer (a menudo relacionado con el sexo original percibido). En cierto modo, una persona sipiniq puede considerarse de un tercer género fuera del género binario. Entre la comunidad inuit, se puede encontrar dentro de las sociedades Igloolik y Nunavik, así como en Groenlandia con los Kitaamiut Inuit e Inughuit, aunque los Iiviit tenían un tercer género designado por las palabras tikkaliaq y nuliakaaliaq. Los inuit netsilik utilizaban la palabra kipijuituq para describir un concepto similar.

## Nacimiento
El cambio de sexo puede tener lugar cuando el feto todavía está en el útero o en el momento del nacimiento. Por ejemplo, puede ser que un bebé recién nacido que al principio se percibe que tiene pene y testículos, en el momento del nacimiento se «abran» y sean en realidad una vagina y los labios exteriores. A ese bebe, independientemente de que tenga órganos sexuales habitualmente asociados a las mujeres, a nivel social se le tratará como un varón. En un ejemplo más complejo de un cambio de sexo que ocurrió antes del nacimiento, una mujer inuk describió tener recuerdos de ser el alma de su propio abuelo materno fallecido, que entró en el útero de su propia madre y se convirtió en un feto masculino. Cuando llegó el momento del nacimiento, el feto rechazó nacer varón y nació físicamente como mujer.
El trabajo de campo realizado en la década de 1970 indicó que dos tercios de los sipiniit eran bebés varones que se habían convertido en mujeres que más adelante fueron designados como varones (también puede ocurrir a la inversa, aunque sucede con menos frecuencia). Los partos largos y difíciles a menudo se atribuyen a los bebés sipiniit. Otros signos físicos de que un bebé sea sipiniq es la ambigüedad genital, desde hinchazón de la zona genital por edema hasta genitales con características intersexuales y genitales bloqueados por mucosa al nacer.

## Socialización
Una persona sipiniq a nivel social se considera del género propio designado, en un proceso que se ha denominado «socialización inversa». Reciben el nombre de un pariente fallecido del género designado, aprenden las habilidades y ejercen los trabajos asociados con ese género, y usan ropa tradicional adaptada a las tareas de ese género. Por lo general, a una persona se le consideraba sipiniq hasta la pubertad, pero en algunos casos conservan el rol hasta la edad adulta e incluso después del matrimonio. Se consideraba que las personas sipiniit eran fuertes intermediarias entre el mundo natural y el espiritual, lo que las convertía en candidatas ideales para asumir el papel de angakkuq o chamán. Muchos sipiniit se casan con otros sipiniit, pero también pueden casarse con personas cisgénero: ser sipiniit reflejaba un rol de género y no una orientación sexual. Algunos inuit tienen la creencia de que las mujeres que eran o habían sido sipiniit darían a luz a niños sipiniit.

## Perspectivas antropológicas
El antropólogo francés Bernard Saladin d’Anglure fue responsable de gran parte de las primeras investigaciones académicas sobre los sipiniit que comenzaron a fines de la década de 1970. Utilizó el término «transexualidad perinatal» para describir el concepto de una transición de género que podría ocurrir en el útero o en el momento del nacimiento. Señaló que los inuit tenían una mayor tasa de por aquel entonces llamado pseudohermafroditismo femenino, lo que puede haber contribuido al origen del concepto de los sipiniit. Sin embargo, también señaló que no representaba todos o incluso la mayoría de los casos de personas sipiniit, ya que aunque la mayoría de las pseudohermafroditas femeninas eran estériles la mayoría de los sipiniit no lo eran.
Algunos investigadores han intentado encontrar razones demográficas, económicas o psicológicas para la designación de un niño como sipiniq. Se ha argumentado que el concepto de sipiniq surgió para ayudar a equilibrar la proporción de sexos en las familias que solo tenían hijos de un solo género. Saladin D'Anglure consideraba que tales argumentos «empobrecían la realidad inuit» y sostenía que la socialización inversa entre los inuit se originaba a partir de un ideal familiar subyacente que reflejaba el orden equilibrado del universo en microcosmos. La familia inuit ideal estaba formada por una «pareja de hombre y mujer (cónyuges) y una pareja de hermano y hermana». Cuando la unidad familiar no se ajustaba al ideal ideológico, la familia recurría a la socialización inversa o a designar como sipiniq a un recién nacido para restablecer el equilibrio.
La antropóloga canadiense Betty Kobayashi Issenman consideraba que la designación de un niño como sipiniq era una práctica espiritual mediante la cual el niño se unía con el espíritu de un pariente fallecido, en lugar de ser una expresión de su condición transgénero.